# Mouzeuil-Saint-Martin
Mouzeuil-Saint-Martin là một xã ở tỉnh Vendée trong vùng Pays de la Loire, Pháp. Xã này có diện tích 25,85 km², dân số năm 2006 là 1131 người. Xã này nằm ở khu vực có độ cao trung bình 12 mét trên mực nước biển.

## Biến động dân số
| Năm | 1962  | 1968  | 1975  | 1982  | 1990  | 1999  | 2006  |
| --- | ----- | ----- | ----- | ----- | ----- | ----- | ----- |
| Dân số | 1 180 | 1 065 | 1 061 | 1 045 | 1 005 | 1 101 | 1 131 |
| From the year 1962 on: No double counting—residents of multiple communes (e.g. students and military personnel) are counted only once. |       |       |       |       |       |       |       |